# Щелины
Щелины — старинный русский дворянский род.
История рода этой фамилии восходит к началу XVII века. Губернским дворянским депутатским собранием род Щелиных был записан в VI часть дворянской родословной книги Тульской губернии Российской империи и был утверждён Герольдией Правительствующего Сената в древнем (столбовом) дворянстве.

## Описание герба
На щите, разделенном перпендикулярно надвое, в правой половине, в красном поле, находится воин в серебряных латах, держащий в руках копье, а в левой половине, в голубом поле, изображен золотой полумесяц, рогами обращенный к серебряной шестиугольной звезде, а под ними, в серебряном поле, чёрный медведь, идущий по земле в правую сторону.
На щите дворянский коронованный шлем. Нашлемник: выходящая рука с мечом. Намёт на щите красный, подложенный серебром. Герб дворянского рода Щелиных был записан в Часть VII Общего гербовника дворянских родов Всероссийской империи, стр. 65.